# Бериша, Медон
Медон Бериша (алб. Medon Berisha; род. 21 октября 2003, Мюнзинген, Берн) — албанский футболист, полузащитник итальянского клуба «Лечче» и сборной Албании. Участник чемпионата Европы 2024.

## Клубная карьера
Бериша — воспитанник клубов «Берн», «Янг Бойз» и «Лечче». 13 августа 2021 года в матче против «Беллинцона» Медон дебютировал за дубль «Янг Бойз». 25 сентября в поединке против «Цюрих II» он забил первый гол в Промоушен-лиге.
Летом 2022 года стал игроком итальянского клуба «Лечче». 25 февраля 2024 года в матче против «Интернационале» Бериша дебютировал в итальянской Серии А.

## Международная карьера
3 июня 2024 года в товарищеском матче против сборной Лихтенштейна Бериша дебютировал в составе сборной Албании. Летом того же года был включён в окончательный состав сборной Албании на ЧЕ 2024.
| Матчи Бериши за сборную Албании | Матчи Бериши за сборную Албании | Матчи Бериши за сборную Албании | Матчи Бериши за сборную Албании | Матчи Бериши за сборную Албании | Матчи Бериши за сборную Албании |
| ------------------------------- | ------------------------------- | ------------------------------- | ------------------------------- | ------------------------------- | ------------------------------- |
| №                               | Дата                            | Соперник                        | Счёт                            | Голы                            | Соревнование                    |
| 1                               | 3 июня 2024                     | Лихтенштейна                    | 3:0                             | —                               | товарищеский матч               |